# Parco naturale regionale di Bric Tana
Il parco naturale regionale di Bric Tana è un'area naturale protetta che si trova in Liguria nella provincia di Savona, quasi al confine con la provincia di Cuneo.

## Storia

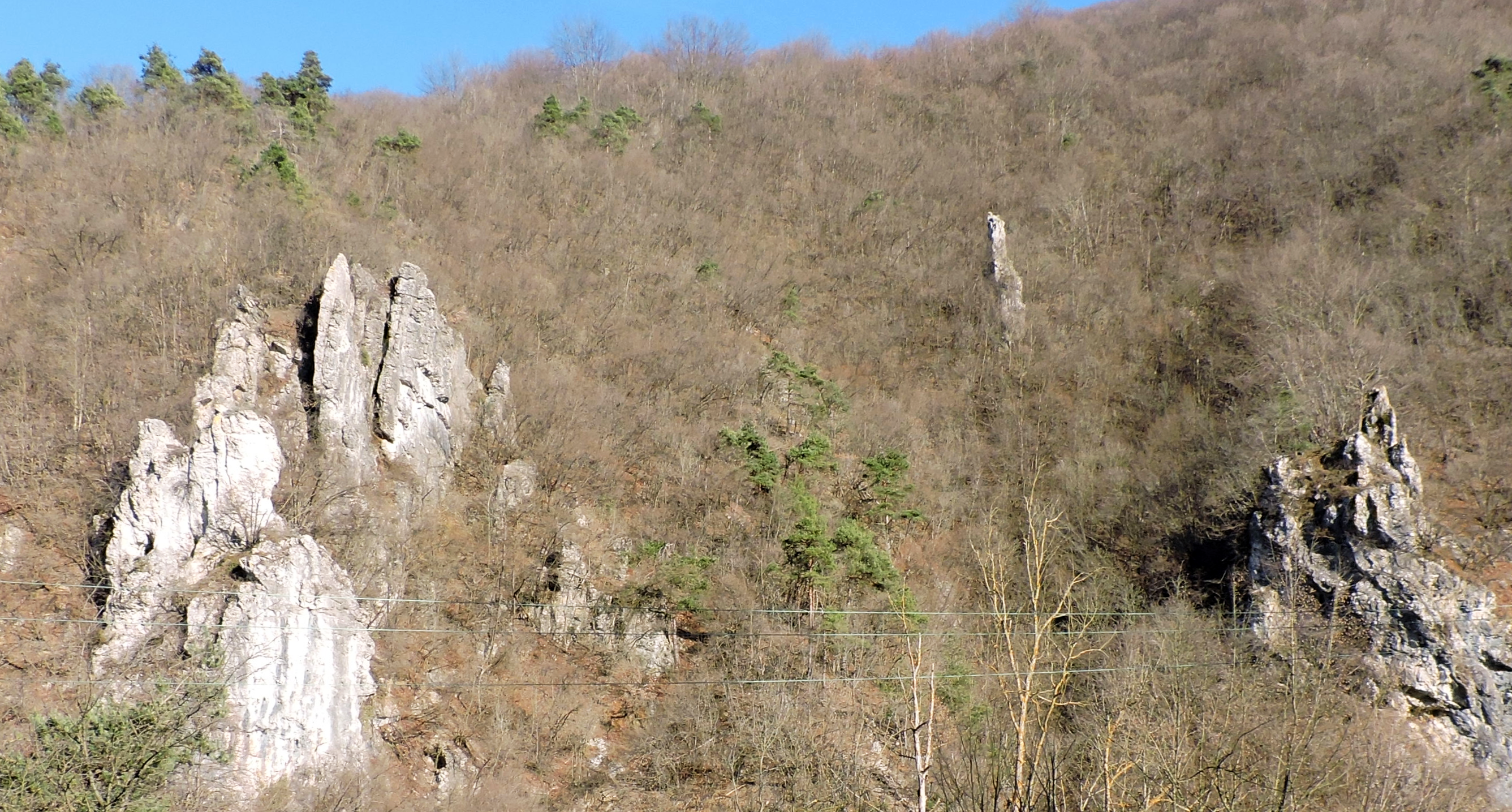
Le rocche affacciate sulla Bormida, nella zona ovest del parco

Il parco, sito interamente nel comune di Millesimo, venne istituito con la Legge Regionale nº 7 del 27 febbraio 1985.